# Mommie Dearest
Mommie Dearest is een Amerikaanse film uit 1981 van Frank Perry met in de hoofdrollen Faye Dunaway en Diane Scarwid.
De film is gebaseerd op het gelijknamige boek van Christina Crawford uit 1978. Christina Crawford was de geadopteerde dochter van actrice Joan Crawford en in het boek beschrijft zij haar herinneringen aan haar moeder. Mommie Dearest deed veel stof opwaaien omdat Christina haar adoptiemoeder neerzette als een alcoholiste die haar kinderen sloeg en maniakaal bezeten was van discipline en netheid. Niet iedereen uit Crawfords omgeving was het eens met dit beeld.
Mommie Dearest was een groot commercieel succes (de film bracht 39 miljoen dollar op) maar werd gekraakt door de kritiek. Bij de uitreiking van de Golden Raspberries (razzies) voor de slechtste films kreeg Mommie Dearest vijf "onderscheidingen", waaronder die voor slechtste actrice (Faye Dunaway) en slechtste film van 1981. Later kreeg de film ook nog een Razzie als de slechtste film van het decennium (1980-1989). Faye Dunaway die aanvankelijk dacht een Oscar te krijgen voor haar acteerprestatie kreeg een hartgrondige hekel aan de film. Ze weigerde er zelfs nog langer over te praten in vraaggesprekken. Merkwaardig genoeg kreeg de film tijdens de vertoning in de bioscopen al snel de status van een komedie, in plaats van een drama. Later zou Paramount (bij de uitgave op VHS en dvd) de film een cultklassieker noemen.

## Verhaal
De beroemde Hollywoodactrice Joan Crawford is niet alleen een gedreven actrice, maar ook bijna maniakaal wat betreft orde, discipline en reinheid. Ze staat elke dag om vier 's morgens op om zich voor te bereiden op de filmopnamen bij de MGM studio. Als haar dienstmeisje Helga denkt dat ze intussen het huis netjes heeft schoongemaakt, wordt ze door een woedende Crawford bijna ontslagen omdat er nog een klein detail niet in orde is. De grote actrice heeft een relatie met advocaat Gregg Savitt. Ze verlangt wanhopig naar een baby, maar haar zeven zwangerschappen tijdens haar huwelijk met acteur Franchot Tone eindigden in miskramen. Met behulp van Savitt adopteert Crawford een baby, die ze Christina noemt en later nog een jongetje, Christopher. De kinderen worden opgevoed in grote luxe, maar tegelijkertijd in grote discipline. Als Christina veel cadeautjes krijgt op haar verjaardag, mag ze er een houden, de rest moest ze weggeven. Christina groeit op en rebelleert tegen haar adoptiemoeder. Joan vernedert het meisje door haar te verslaan in een zwemwedstrijd en laat het haar af te knippen van haar adoptiedochter als het kind haar imiteert. Intussen gaat het met Crawford bergafwaarts. Haar relatie met Gregg eindigt in zware ruzies en Louis B. Mayer ontslaat haar bij MGM omdat ze als actrice geen geld meer binnenbrengt. Met een heggenschaar verwoest Crawford in een hysterische reactie haar rozentuin. Later slaat ze Christina met een kledinghanger en gooit de jurken van het meisje door de kamer omdat haar adoptief dochter klerenhangers van draad gebruikt, iets waar Crawford hysterisch van wordt. Ze slaat vervolgens helemaal door en vernielt ook de badkamer. Niet lang daarna moet Christina naar kostschool, waar ze prompt wordt betrapt in een compromitterende houding met een jongen. Gelijk haalt haar adoptiemoeder Christina weer terug. Als Crawford kort daarop tegenover een verslaggeefster liegt over de reden waarom Christina weg moest, noemt de laatste de echte reden en zet zo haar moeder te kijk als leugenaarster. Als Christina vraagt waarom ze is geadopteerd, zegt Crawford dat dit deels voor de publiciteit was. Hierop roept Christina uit 'dat ze geen fan is van haar moeder', waarop Crawford probeert haar te wurgen. De journaliste en de assistente van Crawford halen de twee uit elkaar. Een nog altijd boze Crawford stuurt Christina hierop naar het strenge Flintridge Secret Heart om discipline te leren. Later huwt Joan Crawford met Alfred Steele van Pepsi Cola en leeft in grote luxe. Als haar man sterft weet ze in het bestuur van de frisdrankgigant te blijven door de andere leden te dreigen met onthullingen over Pepsi. In 1977 overlijdt de actrice aan kanker. Tot hun grote afgrijzen horen Christina en haar geadopteerde broer Christopher dat ze onterfd zijn. Christina is echter vastbesloten het laatste woord te hebben, ze begint met het schrijven van Mommie Dearest.

## Rolverdeling
| Acteur             | Personage                              |
| ------------------ | -------------------------------------- |
| Faye Dunaway       | Joan Crawford                          |
| Diana Scarwid      | Christina Crawford                     |
| Mara Hobel         | Christina Crawford als kind            |
| Steve Forrest      | Greg Savitt                            |
| Howard Da Silva    | Louis B. Mayer                         |
| Rutanya Alda       | Caroll Ann                             |
| Harry Goz          | Alfred Steele                          |
| Michael Edwards    | Ted Gelber                             |
| Jocelyn Brando     | Barbara Bennett                        |
| Priscilla Pointer  | mevrouw Chadwick                       |
| Xander Berkeley    | Christopher Crawford                   |
| Carolyn Coates     | Moeder-Overste Flintridge Sacred Heart |
| Margaret Fairchild | Moeder-Overste weeshuis                |
| Belita Moreno      | Belinda Rosenberg                      |
| Alice Nunn         | Helga                                  |

## Achtergrond

### Scenario
Het boek van Christina Crawford' waarop de film is gebaseerd was een bestseller in 1978, Er werden vier miljoen ingebonden exemplaren verkocht (dus nog afgezien van de paperbackversie). Het boek werd omgewerkt tot een speelfilm en volgens Christina moesten de scenaristen hier en daar afwijken van de werkelijkheid om het publiek een reden te geven voor sommige heftige scènes, zoals die waarin Joan Crawford haar rozentuin vernielt, wordt verklaard aan de hand van het feit dat de actrice is ontslagen bij MGM. Volgens Christina vernielde Crawford regelmatig delen van het huis en tuin zonder duidelijke reden. Ook is in de film te zien dat Crawford manisch bezig is de vloer te schrobben. Christina beweerde dat Crawford dit nooit zelf deed, maar overliet aan haar. Het is echter maar de vraag of alle verhalen van Christina over haar stiefmoeder waar zijn. Ze schreef het boek uit wraak omdat ze uit het testament van haar moeder was gehaald en veel bekenden van Crawford beschouwen Mommie Dearest als een overdreven aanklacht van een miskende dochter. Ook de overige geadopteerde kinderen van Crawford zijn niet unaniem in de erkenning van het boek. Zo ontkennen Cindy en Cathy, de 'zusjes' van Christina dat er sprake was van kindermishandeling. Cindy en Cathy komen overigens niet voor in Mommie Dearest en Christina beweert dat alles gebeurde in de tijd dat zij en haar 'broer' bij Crawford woonden. Hoewel Christopher haar verhaal aanvankelijk steunde, kwam hij hier later deels op terug. Ook Myrna Loy, een van de beste vriendinnen van Crawford erkende dat de actrice erg ambitieus was en alcoholiste, maar zei dat er niets waar was van kindermishandeling en hysterische buien. Dit werd bevestigd door Douglas Fairbanks Jr. die niets in het boek herkende van wat hij wist van Joan Crawford. Andere bekenden van Crawford ondersteunen weer Christina, zoals Helen Hayes, June Allyson, Bette Davis en Betty Hutton. Volgens de laatste werd Christina regelmatig mishandeld door haar moeder. Bij de transformatie van het boek naar het scenario werd de waarheid nog meer verdicht. Zo werd het incident met de klerenhanger gecombineerd met het vernielen van de badkamer en werden een aantal gebeurtenissen waar Christina wordt mishandeld samengevoegd tot één gebeurtenis. Sommige personages uit de film zijn verzonnen, bijvoorbeeld de advocaat Gregg Savitt en de personal assistent Carol Ann. De scène waarin Crawford zichzelf toegang geeft tot de raad van bestuur van Pepsi, komt niet in het boek voor en is compleet voor de film verzonnen. Ook werd Crawford in het echt niet door Mayer ontslagen bij MGM. In werkelijkheid vroeg ze zelf om ontbinding van haar contract. Weliswaar had Crawford nooit gedacht dat Mayer haar zou laten gaan, maar ze werd niet door hem ontslagen, zo slim was de studiobaas wel. Hij zou dan zeker geconfronteerd zijn met eisen voor een schadevergoeding.

### Acteurs
Aanvankelijk was Anne Bancroft aangezocht voor de rol van Joan Crawford, maar Bancroft zag hiervan af nadat ze het scenario had gelezen. Faye Dunaway deed de nodige moeite om de rol te krijgen. Ze deed zelfs auditie door op een feestje van de producenten te verschijnen met make-up en in kleding van Crawford. Ironisch genoeg had Joan Crawford begin jaren zeventig Dunaway genoemd als de enige actrice die genoeg status en allure had om haar te spelen. Voor de regie was Franco Zeffirelli een tijdje favoriet, totdat Christina erachter kwam dat Zeffirelli Crawford wilde neerzetten als glamoureuze Hollywoodmartelares. Hij werd gelijk vervangen door Frank Perry

### Productie
De film werd opgenomen in de Paramount studio's en op locatie op de Alverno High School in Sierra Madre, Californië, die dienstdeed als de kostschool van Christina. Verder waren er opnames bij en in de Chadwick School in Palos Verdes Peninsula, Californië, en Perino's Restaurant in Los Angeles. Faye Dunaway maakte zich niet geliefd bij de medewerkers van de film. Haar kleedster verklaarde later dat werken met Dunaway makkelijk was, zolang je maar een stuk rauw vlees naar binnen wierp om haar af te leiden. Dunaway zelf forceerde haar stem toen ze bij het vernielen van de rozentuin moest schreeuwen. Met behulp van zanger/acteur Frank Sinatra kreeg ze haar stem langzaam weer op gang.

## Ontvangst
De film was een gigantische succes in de bioscopen. De kosten bedroegen vijf miljoen dollar, maar er kwam al 19 miljoen binnen in de VS en later nog eens 8.6 miljoen dollar uit de videoverhuur. Buiten de VS kwam er nog eens 6 miljoen binnen. Later, toen de dvd verschenen was, kwam er nog eens 5 miljoen bij. De kritiek was echter minder te spreken. Criticus Roger Ebert vroeg zich af wie zo gek was om zich aan deze film bloot te stellen en Variety magazine was bang dat Faye Dunaway niet alleen de scènes op at, maar ook de decors en haar tegenspelers. Hoewel de film was uitgebracht als een biografische film, een drama, werd de film al snel gezien als een onbedoelde komedie. De kritieken lokten mensen naar de bioscoop om de verkeerde reden. Mensen kwamen gewapend met draadkleerhangers en schoonmaakmiddelen en schreeuwden de teksten van Dunaway hardop mee. Paramount speelde hier op in en veranderde de reclameteksten door de nadruk te leggen op de "nieuwe cultstatus": "Meet the Biggest Mother of them all!" (Ontmoet de Moeder aller Moeders) werd de nieuwe verkoopleus.

## Prijzen
Faye Dunaway kreeg veel waardering voor haar metamorfose in de grote Joan Crawford, Ze werd tweede in de categorie Beste Actrice bij de uitreiking van de New York Film Critics Circle Awards. Ze werd genegeerd voor de Oscars en tot haar grote woede kreeg ze een 'razzie' bij de 1981 verkiezing voor de Slechtste Actrice bij de Golden Raspberry Awards. Mommie Dearest kreeg overigens een record van negen razzienominaties en won er vijf: Slechtste film, Slechtste Scenario, Slechtste Acteur in een bijrol (Steve Forrest), Slechtste Actrice in een bijrol (Mara Hobel) en Slechtste Actrice.

## Muziek
De volgende nummers zijn in de film te horen:
- "Im Sitting On Top Of The World" (Lewis, Young & Henderson)
- "Isnt It Romantic" (Rodgers & Hart)
- "June In January" (Rainger & Robin)
- "To Each His Own" (Livingston & Evans)
- "Tangerine" (Mercer & Schertzinger)